# Cáo tai dơi
Cáo tai dơi (danh pháp khoa học: Otocyon megalotis) là một loài động vật thuộc họ Chó. Loài này sinh sống ở xavan châu Phi. Hai quần thể cáo tai dơi riêng biệt sinh sống ở châu Phi được xem như hai phân loài gồm O. m. megalotis phân bố ở khu vực phía Nam bao gồm cả miền nam Zambia, Angola và Nam Phi, và O. m. virgatus phân bố ở Ethiopia và miền nam Sudan kéo dài đến Tanzania. Cáo tai dơi thường hiện diện trong vùng đất cỏ ngắn cũng như các vùng đất khô cằn của hoang mạc. Ngoài ra để nuôi con non, chúng đào hang nhỏ hẹp để trú ngụ tránh nhiệt độ và gió khắc nghiệt.

## Chế độ ăn
Cáo tai dơi là loài ăn sâu bọ, chúng sử dụng đôi tai lớn của mình để xác định vị trí con mồi của nó. 80-90% khẩu phần ăn uống của chúng là loài mối Hodotermes mossambicus. Khi loài mối này không có thì nó ăn các loài mối khác và cũng ăn bọ cánh cứng, dế, châu chấu, rết, sâu bướm, bọ cạp, nhện, và hiếm khi các loài chim, động vật có vú nhỏ, và các loài bò sát. Những con côn trùng mà chúng ăn cung cấp phần lớn nhu cầu nước.

## Hình ảnh

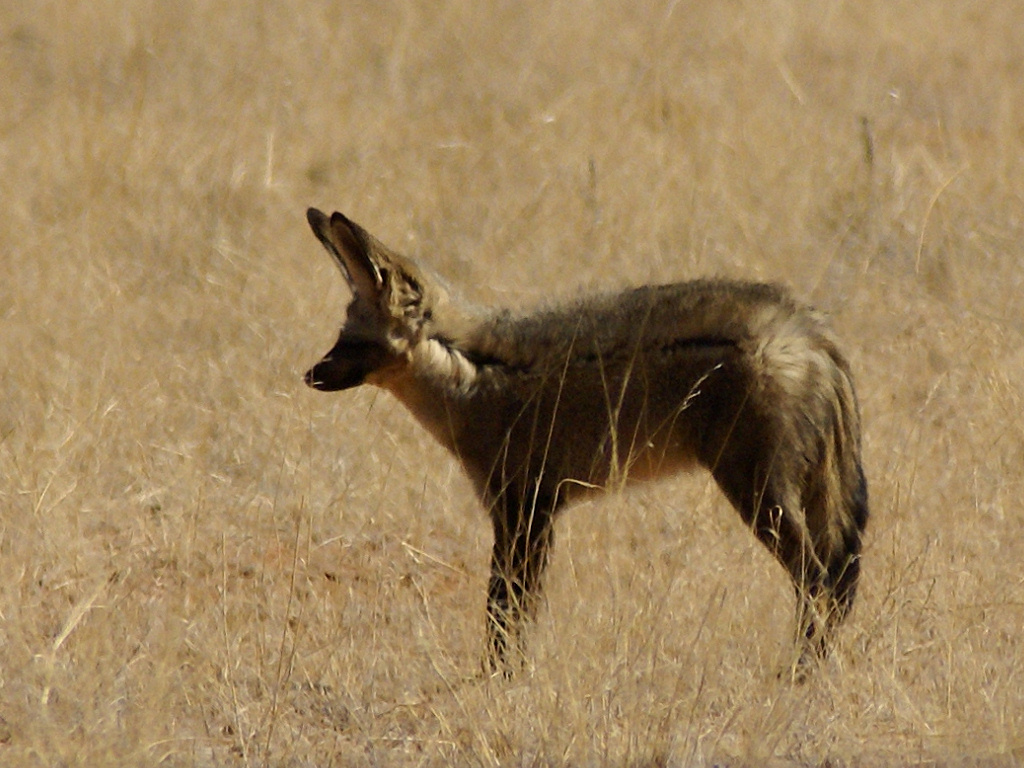
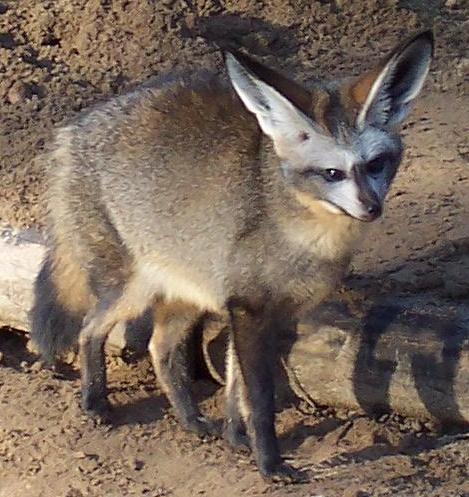
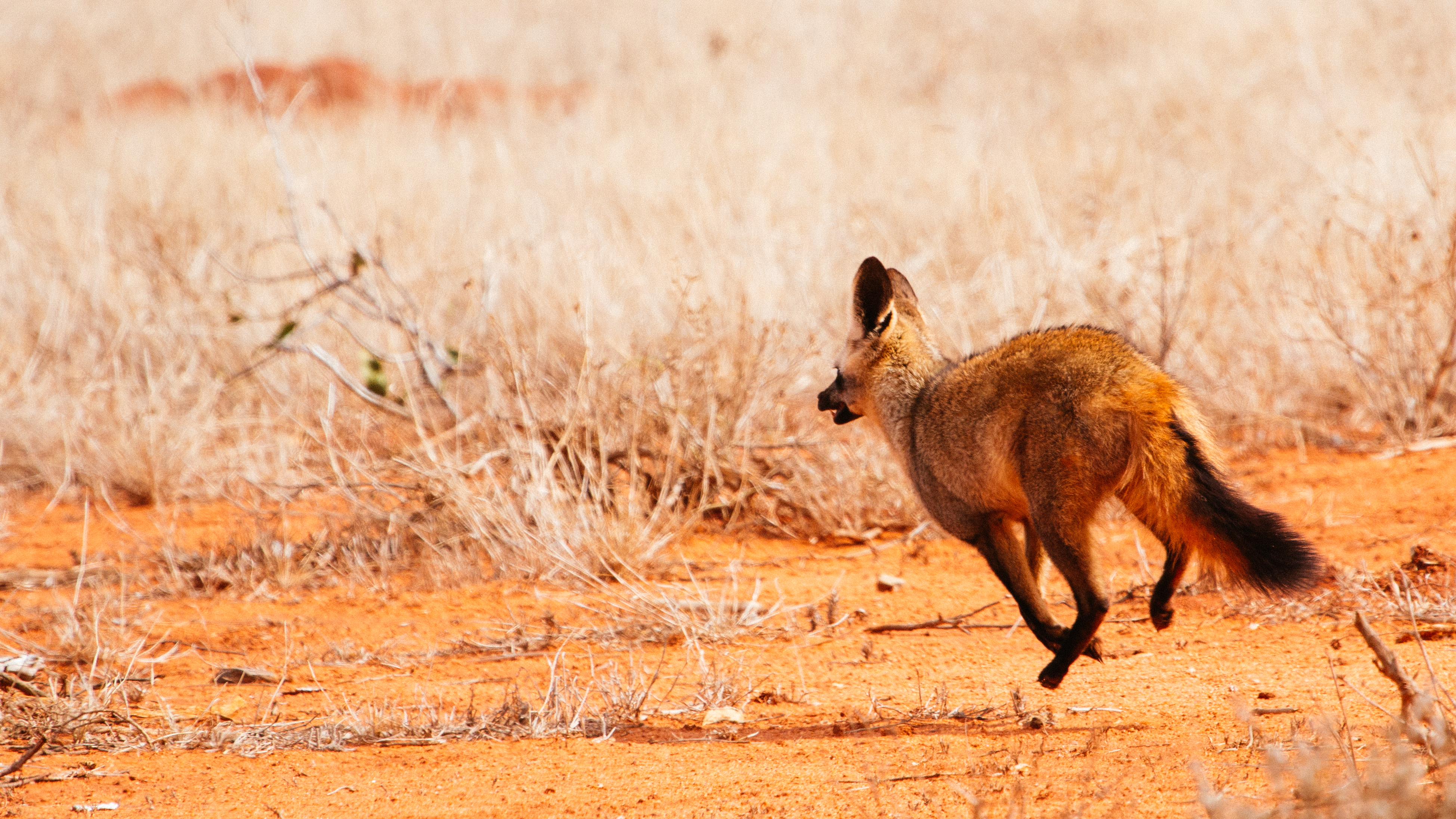

## Phân loài
- O. megalotis megalotis
- O. megalotis virgatus